# مثبط ورم فون هيبل - لينداو
مثبط الورم Von Hippel – Lindau المعروف أيضًا باسم pVHL هو بروتين يتم ترميزه في البشر بواسطة جين VHL. ترتبط طفرات جين VHL بمرض فون هيبل - لينداو. 

## وظيفة
البروتين المشفر بواسطة جين فون هيبل - ليندا هو مكون التعرف على الركيزة لمركب البروتين الذي يتضمن إيلونجين B و إيلونجين C و CUL2 ويمتلك نشاط E3 يوبيكويتين يجاز. يشارك هذا المركب في الانتشار والتحلل اللاحق للعوامل المحفزة بنقص الأكسجة (عامل نقص الأكسيا القابل للانزدهاسs)، وهي عوامل نسخ تلعب دورًا مركزيًا في تنظيم التعبير الجيني استجابة لتغير مستويات الأكسجين. تم الإبلاغ أيضًا عن أن الوحدة الفرعية لـ بوليميراز الحمض النووي الريبي II POLR2G / RPB7 هي هدف لهذا البروتين. بدلاً من ذلك، لوحظت متغيرات نصية مقسمة ترميز أشكالًا إسوية مميزة. 

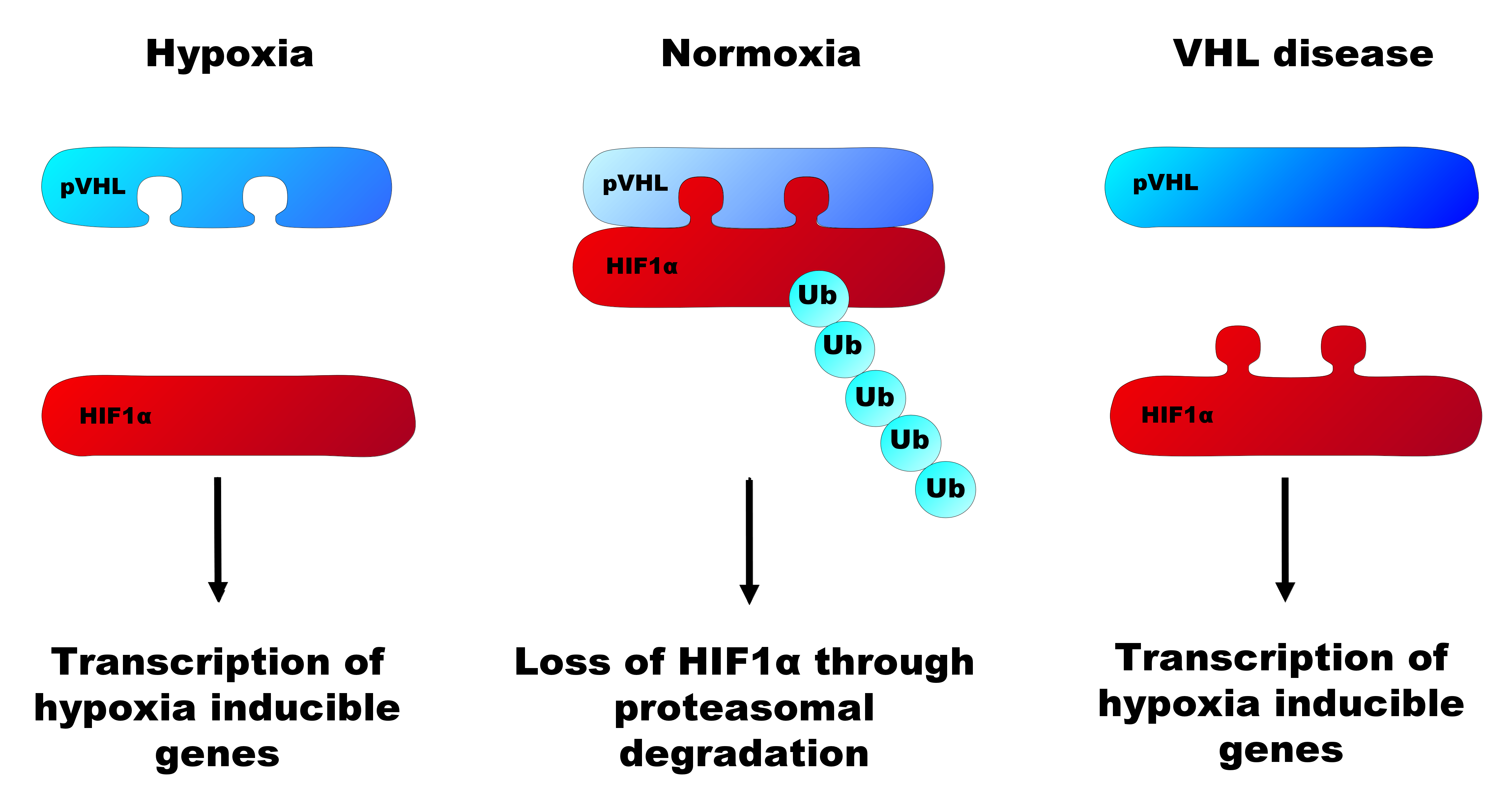
تنظيم عامل نقص الأكسيا القابل للانزدهاس1α بواسطة pفون هيبل - ليندا. تحت مستويات الأكسجين العادية، يربط عامل نقص الأكسيا القابل للانزدهاس1α pفون هيبل - ليندا من خلال 2 من بقايا البرولين الهيدروكسيل ويتم تكويرها بواسطة pفون هيبل - ليندا. هذا يؤدي إلى تدهورها عن طريق البروتيازوم. أثناء نقص الأكسجة، لا يتم هيدروكسيل بقايا البرولين ولا يمكن ربط pفون هيبل - ليندا. يتسبب عامل نقص الأكسيا القابل للانزدهاس1α في نسخ الجينات التي تحتوي على عنصر استجابة نقص الأكسجة. في مرض فون هيبل - ليندا، تسبب الطفرات الجينية تغييرات في بروتين pفون هيبل - ليندا، عادةً في موقع ارتباط عامل نقص الأكسيا القابل للانزدهاس1α.

يتم إنتاج البروتين الناتج في شكلين، بروتين 18 كيلو دالتون و 30 كيلو دالتون يعمل كمثبط للورم. يُعتقد أن الإجراء الرئيسي لبروتين فون هيبل - ليندا هو نشاط E3 يوبيكويتين يجاز الذي ينتج عنه بروتينات مستهدفة محددة يتم تمييزها للتحلل.
أكثر هذه الأهداف بحثًا هو العامل المحفز لنقص الأكسجة 1 أ (عامل نقص الأكسيا القابل للانزدهاس1أ)، وهو عامل النسخ الذي يحفز التعبير عن عدد من العوامل المتعلقة بتكوين الأوعية. 
تعتبر عامل نقص الأكسيا القابل للانزدهاس ضرورية لنمو الورم لأن معظم السرطانات تتطلب نشاطًا أيضيًا عاليًا ولا يتم توفيرها إلا من خلال الأوعية الدموية غير الملائمة هيكليًا أو وظيفيًا. يسمح تنشيط عامل نقص الأكسيا القابل للانزدهاسs بتكوين الأوعية المعزز، والذي بدوره يسمح بزيادة امتصاص الجلوكوز. في حين أن عامل نقص الأكسيا القابل للانزدهاسs نشطة في الغالب في ظروف نقص الأكسجين، تظهر خلايا سرطان الكلى المعيبة في فون هيبل - ليندا التنشيط التأسيسي لـ عامل نقص الأكسيا القابل للانزدهاس حتى في البيئات المؤكسجة.
من الواضح أن فون هيبل - ليندا و عامل نقص الأكسيا القابل للانزدهاسs تتفاعل بشكل وثيق. أولاً، تؤثر جميع طفرات سرطان الخلايا الكلوية في فون هيبل - ليندا التي تم اختبارها على قدرة البروتين على تعديل عامل نقص الأكسيا القابل للانزدهاس. بالإضافة إلى ذلك، يمكن اكتشاف تنشيط عامل نقص الأكسيا القابل للانزدهاس في الأحداث المبكرة لتكوين الأورام في المرضى الذين يعانون من متلازمة فون هيبل - ليندا. في الخلايا الطبيعية في ظروف نقص الأكسجين، يتم تنشيط عامل نقص الأكسيا القابل للانزدهاس1أ مع القليل من تنشيط عامل نقص الأكسيا القابل للانزدهاس2أ. ومع ذلك، في الأورام، يميل توازن عامل نقص الأكسيا القابل للانزدهاس1أ و عامل نقص الأكسيا القابل للانزدهاس2أ نحو عامل نقص الأكسيا القابل للانزدهاس2أ. بينما يعمل عامل نقص الأكسيا القابل للانزدهاس1أ كعامل مؤيد للاستماتة، يتفاعل عامل نقص الأكسيا القابل للانزدهاس2أ مع سايكلين D1. هذا يؤدي إلى زيادة البقاء على قيد الحياة بسبب انخفاض معدلات موت الخلايا المبرمج وزيادة الانتشار بسبب تنشيط سايكلين D1.  أظهر تحليل الجينوم الواسع الأخير لارتباط عامل نقص الأكسيا القابل للانزدهاس في سرطان الكلى أن عامل نقص الأكسيا القابل للانزدهاس1أ يرتبط بمصدر جينات التشخيص الجيدة إلى حد كبير، بينما يرتبط عامل نقص الأكسيا القابل للانزدهاس2أ المنبع بجينات التشخيص الضعيفة إلى حد كبير. يشير هذا إلى أن توزيع عامل النسخ عامل نقص الأكسيا القابل للانزدهاس في سرطان الكلى له أهمية كبيرة في تحديد نتائج المرضى. 
في الخلية الطبيعية مع بروتين فون هيبل - ليندا النشط، يتم تنظيم عامل نقص الأكسيا القابل للانزدهاس الفا بواسطة هيدروكسيليشن في وجود الأكسجين. عند وجود الحديد و 2 أوكسوجلوتارات والأكسجين، يتم تعطيل عامل نقص الأكسيا القابل للانزدهاس بواسطة هيدروكسيلاز عامل نقص الأكسيا القابل للانزدهاس. ينشئ هيدروكسيليشن لـ عامل نقص الأكسيا القابل للانزدهاس موقع ربط لـ فون هيبل - ليندا (منتج البروتين لجين فون هيبل - ليندا).  يوجه pفون هيبل - ليندا عملية تعدد الذرات في عامل نقص الأكسيا القابل للانزدهاس1أ، مما يضمن أن هذا البروتين سوف يتحلل بواسطة البروتيازوم. في ظروف نقص الأكسجين، تتراكم الوحدات الفرعية عامل نقص الأكسيا القابل للانزدهاس1أ وترتبط بـ عامل نقص الأكسيا القابل للانزدهاسB. هذا المغير المتغاير لـ عامل نقص الأكسيا القابل للانزدهاس هو عامل نسخ ينشط الجينات التي ترمز للبروتينات مثل عامل النمو البطاني الوعائي (VEGF) و إرثروبويتين، وهي بروتينات تشارك في تكوين الأوعية. الخلايا ذات فون هيبل - ليندا غير الطبيعي غير قادرة على تعطيل تكوين هذه الثنائيات، وبالتالي تتصرف كما لو كانت ناقصة التأكسج حتى في البيئات المؤكسجة.
تم ربط عامل نقص الأكسيا القابل للانزدهاس أيضًا بـ هدف الثدييات من الراباميسين، وهي وحدة تحكم مركزية في قرارات النمو. لقد ثبت مؤخرًا أن تنشيط عامل نقص الأكسيا القابل للانزدهاس يمكن أن يعطل هدف الثدييات من الراباميسين. 
يمكن أن يساعد عامل نقص الأكسيا القابل للانزدهاس في تفسير طبيعة العضو المحددة لمتلازمة فون هيبل - ليندا. لقد تم الافتراض بأن التنشيط التأسيسي لـ عامل نقص الأكسيا القابل للانزدهاس في أي خلية يمكن أن يؤدي إلى الإصابة بالسرطان، ولكن هناك منظمات زائدة عن الحاجة لـ عامل نقص الأكسيا القابل للانزدهاس في الأعضاء التي لا تتأثر بمتلازمة فون هيبل - ليندا. تم دحض هذه النظرية عدة مرات لأنه في جميع أنواع الخلايا يؤدي فقدان وظيفة فون هيبل - ليندا إلى التنشيط التأسيسي لـ عامل نقص الأكسيا القابل للانزدهاس وتأثيراته النهائية. تقول نظرية أخرى أنه على الرغم من أن فقدان فون هيبل - ليندا في جميع الخلايا يؤدي إلى تنشيط عامل نقص الأكسيا القابل للانزدهاس، إلا أن هذا في معظم الخلايا لا يؤدي إلى أي ميزة في التكاثر أو البقاء على قيد الحياة. بالإضافة إلى ذلك، فإن طبيعة الطفرة في بروتين فون هيبل - ليندا تؤدي إلى مظاهر نمطية في نمط السرطان الذي يتطور. تم ربط طفرات الهراء أو الحذف لبروتين فون هيبل - ليندا بالنوع 1 فون هيبل - ليندا مع انخفاض خطر الإصابة بورم القواتم (أورام الغدة الكظرية). تم ربط النوع 2 من فون هيبل - ليندا بالطفرات الخاطئة ويرتبط بارتفاع مخاطر الإصابة بورم القواتم. تم أيضًا تقسيم النوع 2 بشكل فرعي بناءً على مخاطر الإصابة بسرطان الخلايا الكلوية. في الأنواع 1 و2 A و 2 B يكون فون هيبل - ليندا الطافر معيبًا في تنظيم عامل نقص الأكسيا القابل للانزدهاس، في حين أن طفرات النوع 2C معيبة في تنظيم بروتين كيناز C.  تشير هذه الارتباطات بين النمط الجيني والنمط الظاهري إلى أن الطفرات الخاطئة في فون هيبل - ليندا تؤدي إلى «اكتساب وظيفة» البروتين. 
يمكن ترشيد المشاركة في فون هيبل - ليندا في سرطان الخلايا الكلوية من خلال خصائص متعددة لخلايا الكلى. أولاً، هم أكثر حساسية لتأثيرات عوامل النمو الناتجة عن تنشيط عامل نقص الأكسيا القابل للانزدهاس من الخلايا الأخرى. ثانيًا، لا يظهر الارتباط بـ CUL2 D1 (كما ذكر أعلاه) إلا في خلايا الكلى. أخيرًا، تعمل العديد من الخلايا في الكلى بشكل طبيعي في ظل ظروف نقص الأكسجين. هذا قد يمنحهم ميزة تكاثرية على الخلايا الأخرى أثناء وجودهم في بيئات ناقصة التأكسج. 
بالإضافة إلى تفاعله مع عامل نقص الأكسيا القابل للانزدهاس، يمكن أن يرتبط بروتين فون هيبل - ليندا أيضًا بالتوبولين.  ومن ثم تصبح قادرة على الاستقرار وبالتالي إطالة الأنابيب الدقيقة. تلعب هذه الوظيفة دورًا رئيسيًا في استقرار المغزل أثناء الانقسام. يؤدي حذف فون هيبل - ليندا إلى زيادة كبيرة في المغازل ذات الاتجاه الخاطئ والدوران أثناء الانقسام. من خلال آلية غير معروفة حتى الآن، يزيد فون هيبل - ليندا أيضًا من تركيز MAD2، وهو بروتين مهم في نقطة تفتيش المغزل. وبالتالي يؤدي فقدان فون هيبل - ليندا إلى ضعف نقطة التفتيش وبالتالي سوء الفصل في الكروموسوم واختلال الصيغة الصبغية.

## علم الأمراض
متلازمة فون هيبل لينداو (فون هيبل - ليندا) هي متلازمة سرطانية وراثية سائدة تؤهب لمجموعة متنوعة من الأورام الخبيثة والحميدة في العين والدماغ والحبل الشوكي والكلى والبنكرياس والغدد الكظرية. إن طفرة السلالة الجرثومية لهذا الجين هي أساس الوراثة العائلية لمتلازمة فون هيبل - ليندا. يرث الأفراد المصابون بمتلازمة فون هيبل - ليندا طفرة واحدة في بروتين فون هيبل - ليندا تؤدي إلى فقدان الوظيفة الطبيعية للبروتين أو تغييرها. بمرور الوقت، يمكن أن تؤدي الطفرة المتفرقة في النسخة الثانية من بروتين فون هيبل - ليندا إلى الأورام السرطانية، وخاصة الأورام الأرومية الوعائية التي تصيب الكبد والكلى، والأورام الغدية الكلوية (المهبلية) الصافية للخلايا.
يؤدي فقدان نشاط بروتين فون هيبل - ليندا إلى زيادة كمية عامل نقص الأكسيا القابل للانزدهاس1أ، وبالتالي زيادة مستويات العوامل المولدة للأوعية، بما في ذلك عامل النمو البطاني الوعائي وعامل نمو مشتق من الصفيحات. وهذا بدوره يؤدي إلى نمو غير منظم للأوعية الدموية، وهو أحد المتطلبات الأساسية للورم. بالإضافة إلى ذلك، فقد تورط فون هيبل - ليندا في الحفاظ على النمط الظاهري المتمايز في خلايا الكلى.  علاوة على ذلك، أظهرت تجارب زراعة الخلايا باستخدام خلايا فون هيبل - ليندا أن إضافة فون هيبل - ليندا يمكن أن تحفز اللحمة المتوسطة إلى الانتقال الظهاري. يشير هذا الدليل إلى أن فون هيبل - ليندا له دور مركزي في الحفاظ على النمط الظاهري المتمايز في الخلية. 
بالإضافة إلى ذلك، فإن فون هيبل - ليندا مهم لتكوين المصفوفة خارج الخلية.  قد يكون هذا البروتين مهمًا أيضًا في تثبيط البروتينات المعدنية للمصفوفة. هذه الأفكار مهمة للغاية في ورم خبيث للخلايا التي تعاني من نقص فون هيبل - ليندا. في مرض فون هيبل - ليندا الكلاسيكي، يبدو أن أليلًا واحدًا من النوع البري في فون هيبل - ليندا كافٍ للحفاظ على وظيفة القلب والرئة الطبيعية. 

## علاج أو معاملة
تشمل الأهداف المقترحة للسرطانات المرتبطة بالـ فون هيبل - ليندا أهدافًا لمسار عامل نقص الأكسيا القابل للانزدهاس، مثل عامل النمو البطاني الوعائي. تمت الموافقة على مثبطات مستقبلات عامل النمو البطاني الوعائي، سورافينيب، سونيتينيب، بازوبانيب، وأكسيتينيب مؤخرًا من قبل إدارة الغذاء والدواء.  وهدف الثدييات من الراباميسين س المانع سيروليموس  النظير ايفيروليموس تيمزيروليموس أو عامل النمو البطاني الوعائي وحيدة النسيلة الأجسام المضادة بيفاسيزوماب قد تكون أيضا خيارا.
نظرًا لأن الحديد و 2 أوكسوجلوتارات والأكسجين ضرورية لتعطيل عامل نقص الأكسيا القابل للانزدهاس، فقد تم الافتراض بأن نقص هذه العوامل المساعدة يمكن أن يقلل من قدرة الهيدروكسيلاز في تعطيل عامل نقص الأكسيا القابل للانزدهاس. أظهرت دراسة حديثة أنه في الخلايا ذات التنشيط العالي لـ عامل نقص الأكسيا القابل للانزدهاس حتى في البيئات المؤكسجة تم عكسها عن طريق تزويد الخلايا بالأسكوربات.  وبالتالي، قد يكون فيتامين ج علاجًا محتملاً للأورام التي يسببها عامل نقص الأكسيا القابل للانزدهاس.